# Клименко Андрій Васильович
Андрі́й Васи́льович Климе́нко (нар. Московська область) — український журналіст, економіст і громадський діяч. Головний редактор порталу BlackSeaNews, один з керівників проєкту «Майдан закордонних справ». Заслужений економіст Автономної Республіки Крим (2005).

## Життєпис
Народився у Московській області, РСФСР.

### Освіта
Закінчив Севастопольський приладобудівний інститут, за спеціальністю «Автоматика та телемеханіка, АСУ великих систем».

### Професійна діяльність
- 1991—1993: заступник головного редактора газети «Таврические ведомости».[3]
- 1994—1998: співавтор проєкту та головний консультант Адміністрації першої в Україні Північно-кримської експериментальної економічної зони «Сиваш».[3]
- 1995—1999: головний редактор журналу «Діловий огляд СЕЕЗ „Сиваш“».[3]
- 2002—2004: кореспондент газети «Бизнес» в АР Крим.[3]
- 2005—2014: головний редактор газети «Большая Ялта news».[3]
- 2005—2009: науковий керівник проєкту «Севастопольський проєкт відкритої економіки», голова Ради Таврійського інституту регіонального розвитку.[4] Під його керівництвом група науковців ТІРР розробила першу стратегію для Криму на період із 2005 по 2015 рік, що мала на меті розвернути вектор його економічного розвитку в європейському напрямку.[5]
- з 2010: співзасновник та головний редактор інтернет-порталу Blackseanews.net.[3]

### Анексія Криму
На початку 2014 року переїхав до Києва в зв'язку з анексією Криму. Голова наглядової ради БФ «Майдан закордонних справ».

## Звання та нагороди
Заслужений економіст Автономної Республіки Крим (2005).

### Інтерв'ю
- Андрей Клименко: Азовское море сейчас — это фактически русское озеро [Архівовано 7 Грудня 2018 у Wayback Machine.] // glavred.info, 11 червня 2018